# Les Nuits de Coruscant
Les Nuits de Coruscant (titre original : Coruscant Nights) est une tétralogie littéraire de science-fiction placée dans l'univers étendu de Star Wars.

## Résumé
Jax Pavan est un survivant : la plupart des Jedi ont été exterminés par l'Empire de Palpatine et par son terrible homme de main, le Seigneur Noir des Sith, Dark Vador. Nombreux sont les Jedi qui comme Jax ont échappé à l'Ordre 66, à l'Opération Knightfall et aux soldats clones chargés de les tuer. Parmi ceux-là figure Laranth Tarak, une paladin gris (un groupe de Jedi dissidents), qui vient en aide à Jax. Pour échapper à la surveillance des Impériaux, les deux Jedi se fondent dans la crasse des bas-fonds de Coruscant, le repaire de truands en tous genres et le royaume de la misère noyés sous le smog et la pollution des niveaux supérieurs où la richesse règne. En dessous, là où la lumière naturelle est un mythe et où les crimes sont routine, Jax et Laranth se terrent jusqu'au jour où ils croisent le chemin de l'ex-reporter de guerre Sullutéen Den Dhur. Ce dernier est accompagné de Tope-la un droïde de protocole amélioré appartenant au père de Jax, Lorn Pavan. Le droïde avait pour mission de retrouver Jax et de lui donner des informations capitales pour la survie des Jedi. Effectivement Lorn a été tué par le guerrier Sith Dark Maul car il avait réussi à voler et à ouvrir avec une Padawan Jedi l'Holocron de Palpatine contenant toutes les informations du plan concocté par Sidious pour détruire l'Ordre Jedi et prendre le contrôle de la galaxie, ancien employé du Temple, Lorn a pensé utile d'aider les Jedi. Malheureusement Tope-la a été détourné et les informations ne sont jamais arrivées chez les Jedi. Presque vingt ans plus tard, Tope-la explique à Jax la vérité sur Palpatine. À partir de là, de nombreuses questions se posent : Vont-ils survivre à la jungle urbaine des bas-fonds ? Réussiront ils à disparaître des scanners impériaux ? Mais surtout la plus obsédante de toutes: Qu'est-il advenu d'Anakin Skywalker, l'ami de Jax qui lui a confié une pierre de pyronium pouvant absorber n'importe quelle énergie ?

## Personnages
- Jax Pavan : fils de Lorn Pavan (héros du roman L'Ombre du chasseur), Jax était un Chevalier Jedi adoubé seulement trois mois avant la fin de la République. Il était le Padawan d’Even Piell et se cache désormais dans les bas-fonds de Coruscant.
- Even Piell : maître Jedi membre du Conseil sur Coruscant, se cache également dans ces bas-fonds.
- Nick Rostu : ancien membre de la Grande Armée de la République, recruté par Mace Windu (dans le roman Point de rupture), il fait désormais partie d’un mouvement rebelle sur Coruscant.
- Tope-là (en VO : I5) : droïde de protocole ayant appartenu à Lorn Pavan, il cherche depuis plus de dix ans le fils de ce dernier.
- Den Dhur : ce journaliste sullustéen ayant couvert la guerre des clones et en particulier la planète Drongar (voir les romans de la série Medstar) vit désormais avec son ami le droïde Tope-là et tente de l’aider dans sa quête.
- Laranth Tarak : cette Twi’lek est un ancien Paladin Jedi faisant désormais partie de la résistance.
- Dark Vador : Anakin Skywalker n’est plus, il a succombé au côté obscur et est devenu le redoutable Dark Vador. Son but désormais : exterminer les derniers Jedi encore en vie.
- Kaird : originaire de la planète Nedij, ancien tueur du Soleil Noir (voir également la série Medstar), il veut désormais grimper les échelons de l’organisation afin de pouvoir enfin rentrer chez lui.
- Xizor : Prince Falleen, il n’a qu’une ambition, devenir le chef du Soleil Noir.
- Rokko : Hutt pour qui Jax Pavan travaille parfois.
- Hanimum Tyk Rhinann : aide de camp Elonim de Dark Vador, qu'il aide à traquer les derniers Jedi.
- Aurra Sing : chasseuse de primes (apparue pour la première fois dans Star Wars, épisode I : La Menace fantôme) recrutée par Dark Vador pour retrouver Jax Pavan.
- Typho : ancien garde du corps de Padmé Amidala (dans Star Wars, épisode II : L'Attaque des clones), il s’est juré de retrouver le coupable de la mort de sa protégée. Il recherche pour cela la dernière personne l’ayant vue en vie : Anakin Skywalker.

## Chronologie
1. Crépuscule Jedi (Jedi Twilight) - 19 av. BY.
2. Rue des ombres (Street of Shadows) - 19 av. BY.
3. Modèles de Force (Patterns of Force) - 18 av. BY.
4. Le Dernier Jedi (The Last Jedi) - 18 av. BY.

## Crépuscule Jedi
Crépuscule Jedi est publié sous son titre original, Jedi Twilight, aux États-Unis par Del Rey Books le 24 juin 2008,. Il est traduit en français par Patrick Imbert et publié par les éditions Pocket le 9 février 2012, avec alors 346 pages,.

## Rue des ombres
Rue des ombres est publié sous son titre original, Street of Shadows, aux États-Unis par Del Rey Books le 26 août 2008,. Il est traduit par Axelle Demoulin en français et publié par les éditions Pocket le 28 juin 2012, avec alors 314 pages,.

## Modèles de Force
Modèles de Force est publié sous son titre original, Patterns of Force, aux États-Unis par Del Rey Books le 27 janvier 2009,. Il est traduit en français par Axelle Demoulin et publié par les éditions Pocket le 16 août 2012, avec alors 315 pages,.

## Le Dernier Jedi
Le Dernier Jedi, co-écrit avec Maya Kaathryn Bohnhoff (en) et qui reprend le même monde de personnages, devait à l'origine être intégré dans la série. Il est finalement conçu comme un roman indépendant.  Il est publié sous son titre original, The Last Jedi, aux États-Unis par Del Rey Books le 26 février 2013,. Il est traduit en français par Axelle Demoulin et Nicolas Anxion et publié par les éditions Pocket le 23 octobre 2014, avec alors 535 pages,.